# Yangon United Sports Complex
Der Yangon United Sports Complex ist ein Fußballstadion mit Leichtathletikanlage in Rangun, der früheren Hauptstadt von Myanmar. Es wird derzeit hauptsächlich für Fußballspiele genutzt und ist die Heimspielstätte des Fußballclubs Yangon United, der auch Eigentümer und Betreiber ist. Die Anlage hat eine Kapazität von 3500 Personen.